# Polyscias multijuga
Polyscias multijuga är en araliaväxtart som först beskrevs av Asa Gray, och fick sitt nu gällande namn av Hermann Harms. Polyscias multijuga ingår i släktet Polyscias och familjen Araliaceae. Inga underarter finns listade.